# スティーブン・ファイナー
スティーブン・K・ファイナー（Steven K. Feiner）は、アメリカ合衆国のコンピュータ科学者。コロンビア大学でコンピュータグラフィックスの分野のコンピュータサイエンス教授を務める。拡張現実（AR）の研究で知られ、Computer Graphics: Principles and Practiceの共著者でもある。コロンビア大学コンピュータグラフィックス・ユーザインタフェース研究室の所長を務める。

## 経歴
ファイナーは1973年にブラウン大学で学士号を取得し、1985年に同大学で博士号を取得した。

## 受賞歴
ファイナーは2018年、「ヒューマンコンピュータインタラクション、バーチャルリアリティと拡張現実、3Dユーザインタフェースへの貢献」によりACMフェローに選出された。